# Fußball-Amateurliga Schleswig-Holstein 1960/61
Die Amateurliga Schleswig-Holstein wurde zur Saison 1960/61 das 14. Mal ausgetragen und bildete bis zur Saison 1962/63 den Unterbau der erstklassigen Oberliga Nord. Die beiden erstplatzierten Mannschaften durften an der Aufstiegsrunde zur erstklassigen Oberliga Nord teilnehmen, die Mannschaften auf den drei letzten Plätzen mussten in die 2. Amateurliga absteigen.

## Vereine
Im Vergleich zur Saison 1959/60 veränderte sich die Zusammensetzung der Liga folgendermaßen: Der Heider SV war nach drei Jahren wieder in die Oberliga Nord aufgestiegen, während LBV Phönix nach drei Spielzeiten aus der Oberliga Nord abgestiegen war. Die drei Absteiger Olympia Neumünster (nach zwei Jahren), Frisia Husum und Lübeck 1876 (nach einem Jahr) hatten die Amateurliga verlassen und wurden durch die drei Aufsteiger Gut-Heil Neumünster (Rückkehr nach zwei Jahren), TSV Siems (Rückkehr nach drei Jahren) und VfB Kiel (Rückkehr nach einem Jahr) ersetzt.
| Verein                  | Stadt         | Kreis     | Qualifikation                         |
| ----------------------- | ------------- | --------- | ------------------------------------- |
| LBV Phönix              | Lübeck        |           | Absteiger aus der Oberliga Nord       |
| SV Friedrichsort        | Kiel          |           | 2. Platz 1959/60                      |
| Itzehoer SV             | Itzehoe       | Steinburg | 3. Platz 1959/60                      |
| Schleswig 06            | Schleswig     | Schleswig | 4. Platz 1959/60                      |
| FC Kilia Kiel           | Kiel          |           | 5. Platz 1959/60                      |
| Holstein Kiel Amateure  | Kiel          |           | 6. Platz 1959/60                      |
| Flensburg 08            | Flensburg     |           | 7. Platz 1959/60                      |
| Union-Teutonia Kiel     | Kiel          |           | 8. Platz 1959/60                      |
| VfR Neumünster Amateure | Neumünster    |           | 9. Platz 1959/60                      |
| VfL Oldesloe            | Bad Oldesloe  | Stormarn  | 10. Platz 1959/60                     |
| TSV Lägerdorf           | Lägerdorf     | Steinburg | 11. Platz 1959/60                     |
| VfL Bad Schwartau       | Bad Schwartau | Eutin     | 12. Platz 1959/60                     |
| TuS Lübeck 93           | Lübeck        |           | 13. Platz 1959/60                     |
| Gut-Heil Neumünster     | Neumünster    |           | Aufsteiger aus der 2. Amateurliga Ost |
| TSV Siems               | Lübeck        |           | Aufsteiger aus der 2. Amateurliga Süd |
| VfB Kiel                | Kiel          |           | Aufsteiger aus der 2. Amateurliga Ost |

## Saisonverlauf
Die Meisterschaft sicherte sich die Amateurmannschaft von Holstein Kiel. Da die Mannschaft nicht aufsteigen durfte, nahmen der Zweit- und Drittplatzierte, SV Friedrichsort und Schleswig 06, an der Aufstiegsrunde teil. Schleswig hatte sich in einem Entscheidungsspiel gegen LBV Phönix durchgesetzt. Dies war notwendig geworden, der Phönix von einer Wertung am grünen Tisch profitiert hatte. Keine Mannschaft erreichte den Aufstieg in die Oberliga Nord. Da gleichzeitig der Heider SV und der VfB Lübeck aus der Oberliga Nord abstiegen, gab es vier Absteiger aus der Amateurliga. Die Amateure von Holstein Kiel nahmen an den Spielen um die Deutsche Amateurmeisterschaft teil und gewannen den Pokal gegen Siegburg 04.

### Tabelle
| Pl. | Verein                  | Sp. | S  | U | N  | Tore    | Quote | Punkte |
| --- | ----------------------- | --- | -- | - | -- | ------- | ----- | ------ |
| 1.  | Holstein Kiel Amateure  | 30  | 19 | 7 | 4  | 067:250 | 2,68  | 45:15  |
| 2.  | SV Friedrichsort        | 30  | 19 | 3 | 8  | 069:340 | 2,03  | 41:19  |
| 3.  | Schleswig 06            | 30  | 16 | 7 | 7  | 059:380 | 1,55  | 39:21  |
| 4.  | LBV Phönix (A)          | 30  | 19 | 3 | 8  | 076:310 | 2,45  | 41:19  |
| 5.  | Flensburg 08            | 30  | 17 | 3 | 10 | 066:470 | 1,40  | 37:23  |
| 6.  | Gut-Heil Neumünster (N) | 30  | 13 | 7 | 10 | 051:500 | 1,02  | 33:27  |
| 7.  | VfR Neumünster Amateure | 30  | 12 | 8 | 10 | 052:500 | 1,04  | 32:28  |
| 8.  | Itzehoer SV             | 30  | 11 | 9 | 10 | 050:420 | 1,19  | 31:29  |
| 9.  | FC Kilia Kiel           | 30  | 13 | 4 | 13 | 048:470 | 1,02  | 30:30  |
| 10. | VfB Kiel (N)            | 30  | 11 | 7 | 12 | 043:440 | 0,98  | 29:31  |
| 11. | VfL Oldesloe            | 30  | 11 | 5 | 14 | 042:520 | 0,81  | 27:33  |
| 12. | TuS Lübeck 93           | 30  | 11 | 5 | 14 | 039:540 | 0,72  | 27:33  |
| 13. | TSV Lägerdorf           | 30  | 8  | 7 | 15 | 035:510 | 0,69  | 23:37  |
| 14. | Union-Teutonia Kiel     | 30  | 8  | 5 | 17 | 038:510 | 0,75  | 21:39  |
| 15. | VfL Bad Schwartau       | 30  | 4  | 7 | 19 | 031:740 | 0,42  | 15:45  |
| 16. | TSV Siems (N)           | 30  | 2  | 5 | 23 | 026:102 | 0,25  | 09:51  |

| (M) | Meister der Amateurliga Schleswig-Holstein 1959/60       |
| (A) | Absteiger aus der Oberliga Nord 1959/60                  |
| (N) | Aufsteiger in die Amateurliga Schleswig-Holstein 1960/61 |

## Aufstiegsrunde zur Amateurliga Schleswig-Holstein 1961/62
An der Aufstiegsrunde nahmen die Meister und Zweitplatzierten der sechs Staffeln der 2. Amateurliga teil. Sie spielten in zwei Staffeln. Der Sieger jeder Staffel stieg in die Amateurliga auf. Bei Punktgleichheit wurde ein Entscheidungsspiel angesetzt.

### Staffel A
| Pl. | Verein              | Sp. | S | U | N | Tore    | Punkte |
| --- | ------------------- | --- | - | - | - | ------- | ------ |
| 1.  | TuS Holtenau        | 5   | 3 | 1 | 1 | 008:600 | 07:30  |
| 2.  | Olympia Neumünster  | 5   | 3 | 1 | 1 | 009:500 | 07:30  |
| 3.  | Rot-Weiß Moisling   | 5   | 3 | 0 | 2 | 012:800 | 06:40  |
| 4.  | Frisia Husum        | 5   | 2 | 0 | 3 | 011:900 | 04:60  |
| 5.  | Merkur Hademarschen | 5   | 1 | 1 | 3 | 007:130 | 03:70  |
| 6.  | Eutin 08            | 5   | 1 | 1 | 3 | 004:100 | 03:70  |

TuS Holtenau setzte sich im Entscheidungsspiel gegen Olympia Neumünster mit 3:0 durch.

### Staffel B
| Pl. | Verein                | Sp. | S | U | N | Tore    | Punkte |
| --- | --------------------- | --- | - | - | - | ------- | ------ |
| 1.  | TSV Schlutup          | 5   | 4 | 0 | 1 | 023:140 | 08:20  |
| 2.  | Büdelsdorfer TSV      | 5   | 4 | 0 | 1 | 019:110 | 08:20  |
| 3.  | Ratzeburger SV        | 5   | 2 | 1 | 2 | 013:800 | 05:50  |
| 4.  | SC Comet Kiel         | 5   | 1 | 1 | 3 | 019:220 | 03:70  |
| 5.  | Blau-Weiß Wesselburen | 5   | 1 | 1 | 3 | 010:180 | 03:70  |
| 6.  | TSV Weiche-West       | 5   | 0 | 3 | 2 | 010:210 | 03:70  |

TSV Schlutup setzte sich im Entscheidungsspiel gegen Büdelsdorfer TSV mit 2:0 durch.